# 6 mars
6 mars är den 65:e dagen på året i den gregorianska kalendern (66:e under skottår). Det återstår 300 dagar av året.

## Återkommande bemärkelsedagar

### Nationaldagar
- Ghanas nationaldag (till minne av självständigheten från Storbritannien 1957)

### Minnesdagar
- Texas: Alamo-dagen (till minne av att slaget vid Alamo tog slut denna dag 1836)

## Namnsdagar

### I den svenska almanackan
- Nuvarande – Ebbe och Ebba
- Föregående i bokstavsordning
  - Ebba – Namnet förekom på 12 februari på 1790-talet, men utgick sedan. Det infördes på dagens datum 1898, som en hedersbetygelse åt kung Gustaf V:s bror prins Oscars hustru Ebba Munck af Fulkila, och har funnits där sedan dess.
  - Ebbe – Namnet infördes 1901 på 14 augusti. Där fanns det fram till 1993, då det flyttades till dagens datum, där det har funnits sedan dess.
  - Ebon – Namnet infördes på dagens datum 1986, men utgick 1993.
  - Evonne – Namnet infördes, liksom Ebon, på dagens datum 1986 och utgick, liksom det, 1993.
  - Fulgentius – Namnet fanns, till minne av en nordafrikansk biskop från 500-talet, på dagens datum fram till 1898, då det utgick.
  - Viktor – Namnet förekom tidvis både på dagens datum, 19 april och 27 oktober före 1692, då det infördes på 22 mars. Där fanns det fram till 1993, då det flyttades till 12 mars, och 2001 flyttades till 22 januari.
- Föregående i kronologisk ordning
  - Före 1692 – Fulgentius och (tidvis) Viktor
  - 1692–1897 – Fulgentius
  - 1898–1900 – Ebba
  - 1901–1985 – Ebba
  - 1986–1992 – Ebba, Ebon och Evonne
  - 1993–2000 – Ebba och Ebbe
  - Från 2001 – Ebba och Ebbe
- Källor
  - Brylla, Eva (red.): Namnlängdsboken, Norstedts ordbok, Stockholm, 2000. ISBN 91-7227-204-X
  - af Klintberg, Bengt: Namnen i almanackan, Norstedts ordbok, Stockholm, 2001. ISBN 91-7227-292-9

### Finlandssvenska almanackan
- Nuvarande från 2020[1] – Rolf, Rudolf
- I föregående revideringar[a][2]
  - 1929–2019 – Rudolf, Rolf

## Händelser
- 251 – Sedan Fabianus har avlidit året före väljs Cornelius till påve (denna dag, 11 eller 13 mars).
- 1438 – Den svenske rikshövitsmannen Karl Knutsson avsäger sig posten under ett möte i Arboga. Redan på hösten samma år väljs han dock till det nyinrättade ämbetet riksföreståndare, som ska vara kungens ställföreträdare.
- 1447 – Sedan Eugenius IV har avlidit den 23 februari väljs Tommaso Parentucelli till påve och tar namnet Nicolaus V.
- 1902 – Den spanska fotbollsklubben Sociedad Madrid FC grundas, när den tidigare klubben Club Español de Madrid splittras endast två år efter sitt grundande. Initiativtagare och förste ordförande för den nya klubben blir Juan Padrós, som efterträds av sin bror Carlos redan 1904. 1920 byter klubben namn till Real Madrid som en ärebetygelse åt kung Alfons XIII (det spanska ordet real betyder kunglig [jämför engelska royal]).
- 1914 – Halmstads bollklubb, HBK, beviljas inträde i Riksidrottsförbundet.
- 1945 – Med sovjetiskt stöd tar kommunisterna makten i Rumänien och Petru Groza blir landets premiärminister, en post han kommer inneha till 1952, då han istället blir landets president.
- 1953 – Dagen efter sovjetledaren Josef Stalins död tar Georgij Malenkov makten som landets ledare och ministerpresident. Redan i september blir han i kampen om makten över Sovjetunionen bortmanövrerad från ledarposten av Nikita Chrusjtjov, men får behålla ministerpresidentposten till 1955.
- 1957 – Kolonin Guldkusten blir självständig från Storbritannien med namnet Ghana[3] efter ett beslut den 18 september året innan. Detta blir det första land i Afrika, som blir självständigt från sitt europeiska moderland, även om det fortsatt ingår i det brittiska samväldet och den brittiska drottningen formellt fortfarande är statsöverhuvud. 1960 utträder Ghana dock ur samväldet och utropas till republik.
- 1983 – Det västtyska partiet De gröna blir det första miljöpartiet som kommer in i ett europeiskt parlament då det väljs in i den västtyska förbundsdagen, endast tre år efter att partiet har grundats. Det svenska miljöpartiet har grundats 1981, men kommer inte in i riksdagen förrän 1988.
- 1984 – En tolv månader lång strejk utbryter inom den brittiska kolgruveindustrin, som en protest mot premiärminister Margaret Thatchers och hennes regerings beslut att kraftigt banta ner industrin, genom att stänga olönsamma kolgruvor. Strejken varar till 3 mars året därpå, men blir ett misslyckande för de strejkande, då den brittiska fackföreningsrörelsen blir knäckt av den och man inte lyckas rädda de tusentals jobb som hotas.
- 1987 – Den brittiska färjan M/S Herald of Free Enterprise, som är på väg från Zeebrygge i Belgien till Dover i Storbritannien, kapsejsar genom att slå runt, då man vid avfärden har glömt att stänga bogportarna i fören. 193 personer drunknar eller slår ihjäl sig i olyckan, som är den värsta med ett brittiskt fartyg sedan HMS Iolaires förlisning 1919.
- 2007 – Rivningen av Ungdomshuset i Köpenhamn, som inleddes dagen före, avslutas. Sedan polisen lät storma och utrymma huset den 1 mars har stora demonstrationer och protester hållits i staden till stöd för husets bevarande och dessa har tidvis urartat till kravaller, vilka fortsätter i ytterligare en vecka.

## Födda
- 1459 – Jacob Fugger, tysk magnat och mecenat
- 1475 – Michelangelo, italiensk målare, skulptör, poet och arkitekt
- 1492 – Juan Luis Vives, spansk humanist
- 1552 – Seved Svensson Ribbing, svenskt riksråd, Sveriges riksskattmästare 1602–1613
- 1619 – Cyrano de Bergerac, fransk dramatiker
- 1716 – Pehr Kalm, svensk zoolog, botaniker, präst och professor, en av Carl von Linnés "apostlar"
- 1787 – Joseph von Fraunhofer, tysk instrumentmakare och astronom
- 1806 – Elizabeth Barrett Browning, brittisk poet
- 1810 – George Robert Waterhouse, brittisk zoolog
- 1823 – Gustaf Ljunggren, svensk professor, ledamot av Svenska Akademien 1865–1905
- 1850
  - Victoria Benedictsson, svensk författare med pseudonymen Ernst Ahlgren
  - Simon Boëthius, svensk historiker och politiker samt skytteansk professor
- 1883 – Frans Oscar Öberg, svensk skådespelare
- 1884 – Molla Mallory, norsk tennisspelare
- 1888 – Gösta Cederlund, svensk skådespelare, regissör och teaterledare
- 1890 – Albrecht von Bernstorff, tysk greve, diplomat och bankir
- 1897 – Joseph Berchtold, tysk SS-officer, Reichsführer-SS 1926–1927
- 1898 – Douglas Håge, svensk skådespelare
- 1906 – Lou Costello, amerikansk skådespelare och komiker, medlem i komikerduon Abbott och Costello
- 1910 – Arthur Österwall, svensk orkesterledare, kompositör, vokalist och kontrabasmusiker
- 1911 – Blenda Bruno, svensk skådespelare
- 1914 – Maks Luburić, kroatisk general, medlem i den kroatiska fasciströrelsen Ustaša
- 1915 – Elisabet Sjövall, svensk läkare och socialdemokratisk politiker
- 1917
  - Donald Davidson, amerikansk filosof
  - Will Eisner, amerikansk serieskapare
- 1926
  - Alan Greenspan, amerikansk nationalekonom, ordförande för USA:s centralbank 1987–2006
  - Andrzej Wajda, polsk film- och teaterregissör
- 1927 – Gabriel García Márquez, colombiansk författare, mottagare av Nobelpriset i litteratur 1982
- 1929 – Tom Foley, amerikansk demokratisk politiker och diplomat, USA:s ambassadör i Japan 1997–2001
- 1930 – Lorin Maazel, amerikansk dirigent
- 1937 – Valentina Teresjkova, sovjetisk kosmonaut och rymdingenjör, den första kvinnan i rymden
- 1940 – Bernt Ström, svensk skådespelare
- 1943 – Eva Bysing, svensk skådespelare och underhållare
- 1944 – Kiri Te Kanawa, nyzeeländsk operasångare
- 1946 – David Gilmour, brittisk musiker, gitarrist och sångare i gruppen Pink Floyd
- 1947
  - Dick Fosbury, amerikansk höjdhoppare som uppfann hoppstilen Fosbury-flopp, OS-guld 1968
  - Sinikka Laisaari, finländsk socialdemokratisk politiker
  - Lars Borgnäs, svensk journalist och författare
- 1953
  - Jan Kjærstad, norsk författare
  - Wolfgang Grams, tysk terrorist, medlem av Röda armé-fraktionen
- 1956 – Ulrik Qvale, svensk operasångare
- 1968 – Moira Kelly, amerikansk skådespelare
- 1969 – Andrea Elson, amerikansk skådespelare
- 1972 – Shaquille O'Neal, amerikansk basketspelare
- 1977 – Lars Ljungberg, svensk musiker med artistnamnet Leari, basist i gruppen The Ark
- 1979 – Tim Howard, amerikansk fotbollsmålvakt
- 1980 – Emma Igelström, svensk simmare
- 1981 – Ellen Muth, amerikansk skådespelare
- 1987 – Hannah Taylor-Gordon, israelisk-brittisk skådespelare
- 1988 – Agnes Carlsson, svensk sångare och artist

## Avlidna
- 1052 – Emma av Normandie, omkring 64, Englands drottning 1002–1013 och 1014–1016 (gift med Ethelred den villrådige) och 1017–1035, Danmarks drottning 1018–1035 samt Norges drottning 1028–1035 (gift med Knut den store)
- 1252 – Rosa av Viterbo, 17, italienskt helgon
- 1683 – Guarino Guarini, 59, italiensk arkitekt
- 1754 – Henry Pelham, 59, brittisk politiker, Storbritanniens premiärminister sedan 1743
- 1836 – Davy Crockett, 49, amerikansk folkhjälte och politiker (stupad under slaget vid Alamo)
- 1867 – Peter von Cornelius, 83, tysk målare
- 1874 – Louise Rasmussen, 58, dansk skådespelare, dansk regentgemål 1850–1863 (gift morganatiskt med Fredrik VII)
- 1878 – Asa Biggs, 66, amerikansk demokratisk politiker och jurist, senator för North Carolina 1855–1858
- 1891 – Joshua Hill, 79, amerikansk politiker, senator för Georgia 1871–1873
- 1895 – Gustaf Lagerbjelke, 77, svensk greve, ämbetsman och politiker
- 1900 – Gottlieb Daimler, 65, tysk ingenjör, konstruktör och industriman
- 1905 – John Henninger Reagan, 86, amerikansk demokratisk politiker, sydstaternas postminister 1861–1865, senator för Texas 1887–1891
- 1927 – Marie Spartali Stillman, 82, brittisk målare
- 1930 – Alfred von Tirpitz, 80, tysk sjömilitär och politiker, överbefälhavare för tyska flottan 1914–1916
- 1932 – John Philip Sousa, 77, amerikansk kompositör och dirigent av marschmusik
- 1935 – Fridolf Rhudin, 39, svensk skådespelare
- 1949 – J. Melville Broughton, 60, amerikansk demokratisk politiker, guvernör i North Carolina 1941–1945 och senator för samma delstat sedan 1948
- 1950 – Albert Lebrun, 78, fransk politiker, Frankrikes president 1932–1940
- 1951 – Ivor Novello, 58, brittisk skådespelare, regissör, manusförfattare och sångtextförfattare
- 1952 – Jürgen Stroop, 56, tysk SS-officer (avrättad)
- 1961 – George Formby, 56, brittisk sångare, musiker, skådespelare och komiker
- 1964 – Paul I, 62, kung av Grekland sedan 1947
- 1965 – Margaret Dumont, 75, amerikansk skådespelare
- 1967 – Nelson Eddy, 65, amerikansk sångare och skådespelare
- 1968 – Joseph William Martin, 83, amerikansk republikansk politiker
- 1973 – Pearl S. Buck, 80, amerikansk författare, mottagare av Nobelpriset i litteratur 1938
- 1975 – Folke Udenius, 60, svensk skådespelare
- 1982 – Ayn Rand, 77, rysk-amerikansk filosof och författare
- 1984 – Martin Niemöller, 92, tysk teolog och nazismkritiker
- 1986 – Fridolf Wirmark, 76, svensk överförmyndare och politiker
- 1987 – Edward Zorinsky, 58, amerikansk politiker, senator för Nebraska sedan 1976
- 1989 – Harry Andrews, 77, brittisk skådespelare
- 1990 – Friedrich Hielscher, 87, tysk poet och filosof
- 1992 – Erik Nordgren, 79, svensk kompositör, filmmusikarrangör och orkesterledare
- 1994 – Melina Mercouri, 73, amerikansk-grekisk skådespelare, författare och politiker
- 1998 – Adem Jashari, 42, albansk frihetskämpe
- 1999 – Olof Widgren, 91, svensk skådespelare
- 2004 – Frances Dee, 96, amerikansk skådespelare
- 2005
  - Hans Bethe, 98, tysk-amerikansk fysiker, avdelningschef i Manhattanprojektet, mottagare av Nobelpriset i fysik 1967
  - Teresa Wright, 86, amerikansk skådespelare
- 2007
  - Jean Baudrillard, 77, fransk sociolog och filosof
  - Ellen Bergman, 87, svensk regissör, skådespelare, koreograf och teaterchef
  - Ernest Gallo, 97, amerikansk företagsledare och vinproducent
  - Pierre Moinot, 86, fransk författare
  - Werner Vögeli, 77, schweizisk-svensk kock och hovtraktör
- 2009 – Henri Pousseur, 79, belgisk kompositör
- 2010 – Ronald Pettersson, 74, svensk ishockeyspelare med smeknamnet Sura-Pelle
- 2011 – Oddmund Jensen, 82, norsk längdskidåkare
- 2012 – Donald M. Payne, 77, amerikansk politiker och kongressledamot
- 2013
  - Alvin Lee, 68, brittisk gitarrist i gruppen Ten Years After
  - Sabine Bischoff, 54, tysk fäktare
- 2014
  - Maurice Faure, 92, fransk politiker, siste överlevande undertecknaren av Romfördraget
  - Barbro Kollberg, 96, svensk skådespelare
- 2015 – Gerd Mårtensson, 96, svensk skådespelare
- 2016 – Nancy Reagan, 94, amerikansk politikerhustru, USA:s första dam 1981–1989 (gift med Ronald Reagan)
- 2018 – John E. Sulston, 75, brittisk biolog, mottagare av Nobelpriset i fysiologi eller medicin 2002
- 2020 – Henri Richard, 84, kanadensisk ishockeyspelare